# Vogelfreistätte Flachwasser- und Inselzone im Altmühlsee
Die Vogelfreistätte Flachwasser- und Inselzone im Altmühlsee, umgangssprachlich auch Vogelinsel genannt, ist ein Naturschutzgebiet in Gunzenhausen und Muhr am See im mittelfränkischen Landkreis Weißenburg-Gunzenhausen. Das Naturschutzgebiet umfasst den Nordwestbereich des Altmühlsees mit einer Inselgruppe und den Mündungsbereich des Altmühlzuleiters in den See. Mit einer Fläche von rund zwei Quadratkilometern ist es das größte Naturschutzgebiet im Landkreis Weißenburg-Gunzenhausen. Alle Inseln im Gebiet sind unbewohnt.
Das Naturschutzgebiet liegt innerhalb des deutlich größeren EU-Vogelschutzgebiets Altmühltal mit Brunst-Schwaigau und Altmühlsee (Kennung DE-6728-471). Dadurch ist es Teil des europäischen Schutzgebietsnetzes Natura 2000.

## Gebietsbeschreibung
Beim Bau des Altmühlsees in den 1980er Jahren wurde der Vogelinselbereich mit etwa 40 kleinen flachen Binneninseln, Schlammbänken und besonders langen Uferlinien angelegt. Hier verzahnen sich verschiedene Biotoptypen: Flachwasserzonen mit Unterwasserpflanzen, Röhrichte und Seggenriede sowie Hochstaudenfluren und Gebüsche.
Jährlich nutzen mehr als 200 Vogelarten das Biotop als Nahrungs-, Rast- und Mauserhabitat. Während des Vogelzuges erreicht die Zahl der beobachtbaren Vögel ihr Maximum. Zahlreiche Vögel bleiben auch zur Brut am Altmühlsee.

## Tourismus
Das Naturschutzgebiet liegt in der Tourismusregion Fränkisches Seenland. Auf einem barrierefreien vogel- und naturkundlichen Lehrpfad besteht für Fußgänger und auch Mobilitätsbehinderte die Möglichkeit, Teile der Vogelinsel im Norden zu betreten und zu erkunden. Ein Aussichtsturm ermöglicht Ausblicke weit über das Schutzgebiet hinaus. Für Schulklassen und Gruppen werden Exkursionen angeboten, bei denen Fachkundige Einblicke in die dortige Vogel-, Amphibien-, Insekten- und Pflanzenwelt geben.

Radweg beim Zugang zur Vogelinsel